# Praia de Icaraí (Niterói)
A Praia de Icaraí é uma praia localizada no bairro de Icaraí, no município de Niterói, no estado do Rio de Janeiro, no Brasil. É a praia mais famosa da cidade. Está situada na Baía da Guanabara. Costuma receber eventos públicos, como, por exemplo, o tradicional show de fogos de artifício no ano-novo. Abriga duas formações rochosas que são símbolos da cidade: a Pedra de Itapuca e a Pedra do Índio, além de duas importantes construções em estilo art déco: o Cinema Icaraí e a Reitoria da Universidade Federal Fluminense.

## Etimologia
"Icaraí" é um termo oriundo da língua tupi, significando, nessa língua, "rio sagrado", através da junção dos termos  'y  ("rio, água") e karai ("sagrado"). É uma referência ao rio local homônimo, que, se encontra, atualmente, canalizado.

## História
Até a derrota dos tamoios frente aos portugueses em 1567, a região era território tamoio. No período colonial brasileiro, a praia possuía um porto para o escoamento da produção das duas fazendas da região: a Fazenda de Icaraí e a Fazenda do Cavalão. No século XIX, o arruamento da região determinou a dinamitação da Pedra de Itapuca original, que formava um arco ligando a pedra ao continente. Na década de 1930, foi construído o Cine Icaraí, em estilo art déco.

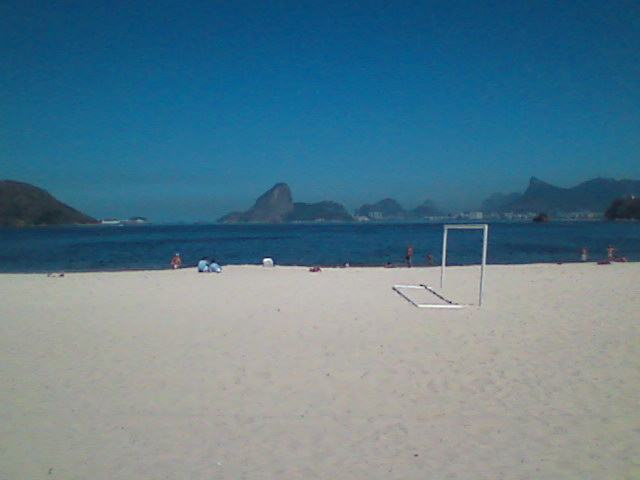
Praia de Icaraí. Ao fundo, a cidade do Rio de Janeiro, com o Morro do Pão de Açúcar.

Em 1936-1937, foi instalado um trampolim na praia, trampolim este que veio a ser dinamitado na década de 1960. Na década de 1940, foi construído o prédio do Casino Icarahy, que passaria a abrigar, a partir de 1967, a reitoria da Universidade Federal Fluminense. 

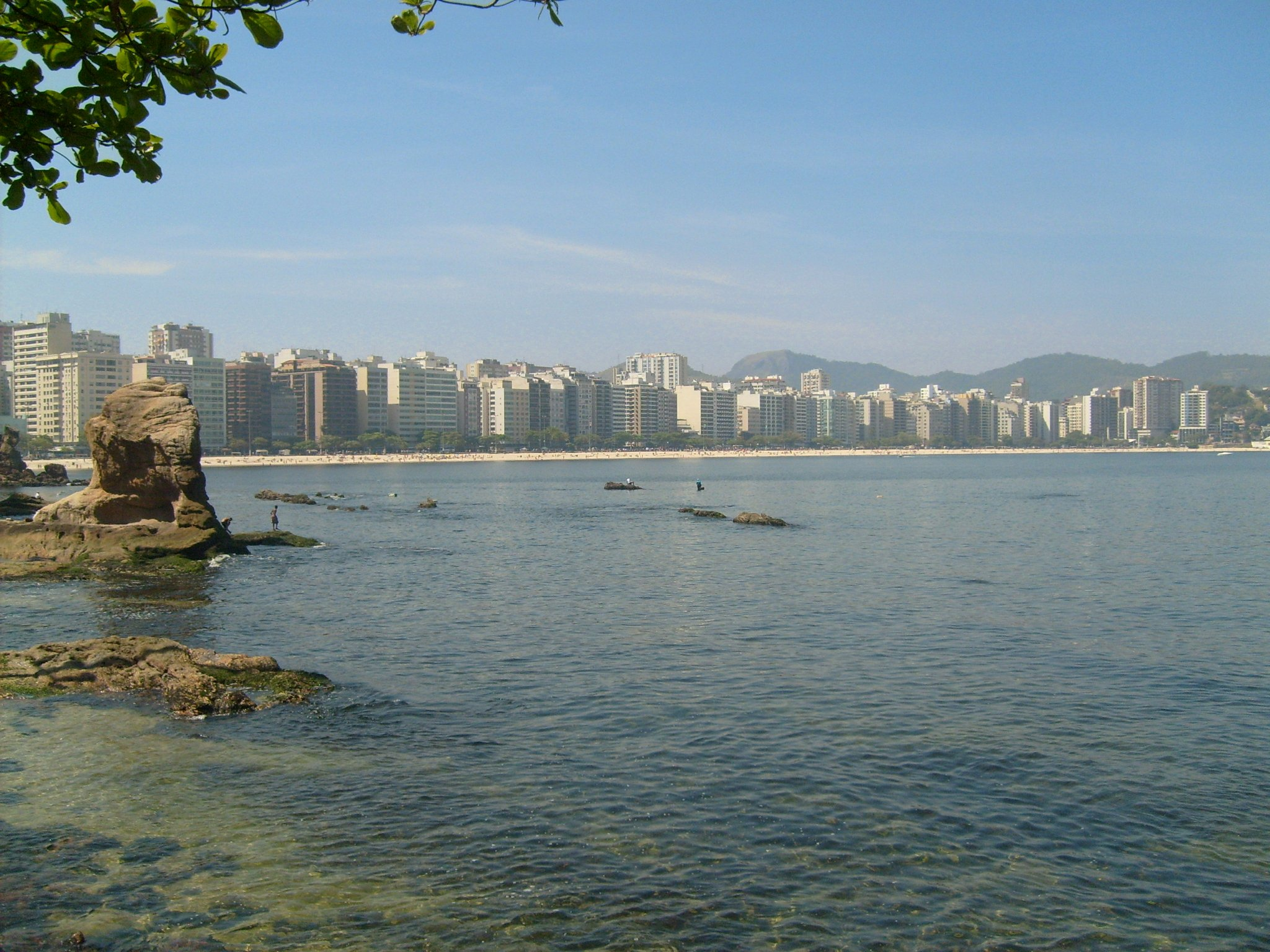
Praia de Icaraí. À esquerda, a Pedra de Itapuca.

No período pós-Segunda Guerra Mundial, houve um boom imobiliário na região, determinando a construção dos prédios residenciais que caracterizam, atualmente, a orla da praia.